# First Ladies of Disco Show
First Ladies of Disco Show was de eerste tournee van de Amerikaanse supergroep First Ladies of Disco. De oprichtende zangeressen Martha Wash (ex-Weather Girls), Linda Clifford en Evelyn 'Champagne' King vertolkten zowel hun solohits uit het verleden als covers van andere disconummers. Sinds 30 april 2017 geeft de groep jaarlijks een aantal concerten in Amerika; King werd in februari 2018 vervangen door Norma Jean Wright (ex-Chic).

## Achtergrond

### 2017
Het concert begon met afzonderlijke optredens van de zangeressen; de volgorde was doorgaans Evelyn 'Champagne' King, Linda Clifford en Martha Wash. King opende haar set met Love Come Down, gevolgd door I'm in Love waarvoor ze halverwege iemand uit het publiek op het podium haalde om met haar te dansen. A Change Is Gonna Come diende als intro van haar laatste nummer Shame waarin ze ook haar vaardigheden als percussioniste toonde.
Clifford begon haar set met de albumversie van haar single Runaway Love, daarna volgde If My Friends Could See Me Now. Tijdens haar slotnummer Shoot Your Best Shot liet Clifford de begeleidingsband schitteren.
Wash ten slotte opende met haar originele versie van Strike It Up (in 1989 uitgebracht op naam van Black Box) en eindigde met een cover van Aerosmith's Dream On.
Na de solosets traden de First Ladies of Disco gezamenlijk op; ze coverden Turn the Beat Around (zang; Clifford, percussie; King), You Make Me Feel (Mighty Real) (zang; Wash) en Bad Girls (Donna Summer) (zang; King). De First Ladies of Disco sloten af met hun debuutsingle Show Some Love.

## Setlijst

### 2017
Evelyn "Champagne" King
1. "Love Come Down"
2. "I'm in Love"
3. "Shame" (intro; "A Change Is Gonna Come")

Linda Clifford
1. "Runaway Love"
2. "If My Friends Could See Me Now"
3. "Shoot Your Best Shot"

Martha Wash
1. "Strike It Up"
2. "Keep on Jumpin'"
3. "Give It to You"
4. "Carry On"
5. "Listen to the People"
6. "Everybody Everybody"
7. "Dream On"

First Ladies of Disco
1. "Turn the Beat Around"
2. "You Make Me Feel (Mighty Real)"
3. "Bad Girls"
4. "Show Some Love"

### 2018-2019
Norma Jean Wright
1. "Good Times"
2. "Le Freak"

Linda Clifford
1. "Red Light" (selecte data)
2. "If My Friends Could See Me Now"
3. "Runaway Love"

Martha Wash
1. "Strike It Up"
2. "Gonna Make You Sweat (Everybody Dance Now)" (selecte data)
3. "Give It to You"
4. "Carry On"
5. "Everybody Everybody"
6. "It's Raining Men" (selecte data)

First Ladies of Disco
1. "Turn the Beat Around"
2. "You Make Me Feel (Mighty Real)"
3. "Show Some Love"

## Concertdata
| Datum            | Stad         | Land             | Locatie                              |
| ---------------- | ------------ | ---------------- | ------------------------------------ |
| Noord-Amerika    |              |                  |                                      |
| 30 april 2017    | Puama Valley | Verenigde Staten | Casino Pauma                         |
| 19 juli 2017     | New York     | Verenigde Staten | B.B. King Blues Club & Grill         |
| 12 oktober 2017  | Las Vegas    | Verenigde Staten | Smith Center for the Performing Arts |
| 14 februari 2018 | Ridgefield   | Verenigde Staten | Ridgefield Playhouse                 |
| 18 augustus 2018 | Huntington   | Verenigde Staten | Harris Riverfront Park               |
| 24 augustus 2018 | Las Vegas    | Verenigde Staten | Smith Center for the Performing Arts |
| 29 november 2018 | New York     | Verenigde Staten | Joe's Pub                            |
| 30 november 2018 | New York     | Verenigde Staten | Joe's Pub                            |
| 16 februari 2019 | Miami        | Verenigde Staten | Ultimate Disco Cruise 2019           |
| 14 juni 2019     | Louisville   | Verenigde Staten | Kentuckiana Pride Festival           |
| 15 juni 2019     | Louisville   | Verenigde Staten | Kentuckiana Pride Festival           |